# Hijuelas
Hijuelas è un comune del Cile della provincia di Quillota nella Regione di Valparaíso. Al censimento del 2002 possedeva una popolazione di 16.014 abitanti.

## Società

### Evoluzione demografica
| Censimento del 1992 | Censimento del 2002 |
| 13.938 ab.          | 16.014 ab.          |